# The Genius of Charles Darwin

The Genius of Charles Darwin est un documentaire britannique télévisé, écrit et présenté par le biologiste et écrivain Richard Dawkins.
Il fut diffusé pour la première fois en août 2008 sur Channel 4. Il gagne l'oscar de la Meilleure Série Télévisée Documentaire 2008 aux British Broadcast Awards en janvier 2009.

## Partie 1: La vie, Darwin et le tout
Dans ce premier épisode, Richard Dawkins explique les mécanismes de base de la sélection naturelle, et explique comment Charles Darwin a développé sa théorie de l'évolution.
Il enseigne à une classe d'enfants de 11 ans l'évolution, alors que plusieurs élèves sont réticents à accepter le bien-fondé de son exposé. Il les amène alors sur la Jurassic Coast dans le Dorset afin de réaliser une recherche de fossiles, afin de fournir des preuves concrètes aux enfants qui en demandaient.
Dawkins visite ensuite Nairobi, ville dans laquelle il interviewe une prostituée qui semble disposer d'une immunité génétique au SIDA, et discute sur ce sujet avec le microbiologiste Larry Gelmon. Ils en concluent que l'immunité génétique était un trait qui allait devenir prévalent dans la communauté de Nairobi au fil du temps.

## Partie 2: Le cinquième singe
Dans le second épisode, Richard Dawkins débat des ramifications philosophiques et sociologiques de la théorie de l'évolution.
L'épisode débute au Kenya, où Dawkins s'entretient avec le paléontologue Richard Leakey. Il visite ensuite les Christ is the Answer Ministries, la plus grande église pentecôtiste du Kenya, pour y interviewer l'évêque Bonifes Adoyo.
Dawkins évoque ensuite le darwinisme social et l'eugénisme, expliquant comment ces éléments ne sont pas des conclusions découlant de la sélection naturelle.
Il rencontre enfin Steven Pinker pour parler de la compatibilité entre morale et sélection naturelle.

## Partie 3: Dieu est de retour
Dans le troisième et dernier épisode, Richard Dawkins explique en quoi la théorie de Darwin est l'une des idées qui a le plus bouleversée l'histoire des idées, et pourquoi elle est controversée.
Il explique ensuite à des étudiants en science que les cours ne sont parfois pas enseignés par certains enseignants avec rigueur, ce qui devrait être le cas plutôt que de faire croire à chacun que la vérité est personnelle et que la science est simplement un point de vue.
Dawkins termine sur la description du parcours de Charles Darwin du christianisme à l'athéisme, parcours basé à la fois sur les mécanismes naturels qu'il avait étudié, mais aussi sur la cruauté d'un monde sans dieu d'amour, réflexion qu'il tient en particulier après la perte de sa fille Annie.
Dawkins termine l'épisode par cette citation :
« D'un point de vue de l'univers, de son immensité et des temps géologiques, nous sommes insignifiants. Certaines personnes trouvent ce constat déroutant, voire effrayant. Comme Darwin, je trouve la réalité palpitante. »